# アンナ・ゲルマン (小惑星)
アンナ・ゲルマン (2519 Annagerman) は小惑星帯に位置する小惑星である。ソ連の天文学者タマラ・スミルノワが発見した。
ポーランド出身のロシアの歌手アンナ・ゲルマン（Anna German, 1936年 - 1982年）に因んで命名された。